# Liste der Kellergassen in Hausleiten
Die Liste der Kellergassen in Hausleiten führt die Kellergassen in der niederösterreichischen Gemeinde Hausleiten an.
| Foto |                 | Kellergasse                                      | Standort                              | Beschreibung |
| ---- | --------------- | ------------------------------------------------ | ------------------------------------- | --- |
| ja   | Datei hochladen | Hauptstraße                                      | KG: Gaisruck Standort                 | Die einseitige Einzelkellergasse befindet sich in Hanglage an der nördlichen Seite der Hauptstraße, zu beiden Seiten der Kirche. Sie besteht auf 300 Metern Länge aus 27 Kellern, die Hälfte davon erneuerungsbedürftig oder verfallen. Die älteste Datierung ist von 1791. |
| ja   | Datei hochladen | Zum Himmelreich                                  | KG: Gaisruck, Pettendorf Standort     | Die beidseitige Einzelkellergasse liegt in einem Graben nordwestlich des Ortes und erstreckt sich bis auf die Katastralgemeinde Pettendorf. Im südlichen Teil, angrenzend an den Ort Gaisruck, befinden sich auf 250 Metern Länge 38 Keller, teils traufständig, teils in Schildmauerform. Etwa zwei Drittel der Keller sind erneuerungsbedürftig oder verfallen. Die älteste Datierung ist von 1814. 200 Meter weiter nördlich, westlich von Pettendorf, befinden sich nochmals etwa 20 Keller. Die Zufahrt von der Wagramstraße zum Bad, Sportplatz und Veranstaltungsstadel führt weiter in die Gaisrucker Kellergasse mit anschließendem Hohlweg über den Sauberg (Sauberi) und einer Wegverbindung nach Pettendorf, wo sich das eigentliche Himmelreich (Riedbezeichnung) befindet. Der Veranstaltungsstadel wurde von der Marktgemeinde für rustikale Veranstaltungen hergerichtet. Gerne werden hier auch private Feste – wie Hochzeiten oder Geburtstage – gefeiert. Örtliche Feste (Feuerwehr etc.) aber auch Auftritte des Chores St. Agatha, der weit über die Grenzen der Marktgemeinde hinaus bekannte „Stad’l-Blues“ (eine zweitägige Jazz-Veranstaltung) oder das Nachwuchsfestival „Gaisrock“ finden hier statt. Eingebettet in das Ambiente einer typischen Kellergasse bilden Bad, Stadl, Labestation des Hausleitner Erlebniswanderweges und - nicht zu unterschätzen! - ein öffentliches WC ein beliebtes Freizeitrefugium. |
| ja   | Datei hochladen | Keller am Brunnberg                              | KG: Goldgeben Standort                | Nördlich der Straße „Am Brunnberg“ sind in einem Waldstück einige teils verfallene Weinkeller. |
| ja   | Datei hochladen | Kellergasse in der Lehrn (Lehrngasse)            | KG: Hausleiten Standort               | Die Kellergasse verläuft im Norden des verbauten Ortsgebietes. Diese Kellergasse beginnt bei der Rosmanithlinde in der Mühlgasse und verläuft von dort nach NO. In dieser Kellergasse wird vom CLUB Hausleiten seit über 25 Jahren Anfang September das Hausleitner Kellergassenfest gefeiert. |
| ja   | Datei hochladen | Kirchengasse / Schulgasse                        | KG: Hausleiten Standort               | Das Kellergassensystem befindet sich an einer Geländekante am westlichen Ortsrand. Auf 260 Metern Länge befinden sich 37 Gebäude, mehrheitlich in Schildmauerform und erneuerungsbedürftig oder verfallen. Die älteste Datierung ist von 1708. |
| ja   | Datei hochladen | Kellergasse Pettendorf (Hauptstraße und Hintaus) | KG: Pettendorf Standort               | Das einseitige Kellergassensystem verläuft entlang einer Geländekante an der Ostseite der Hauptstraße sowie in einem Graben im östlichen Hintaus. Auf 500 Metern Länge befinden sich 46 Keller verschiedener Bauformen, mehrheitlich erneuerungsbedürftig. Die älteste Datierung an der Hauptstraße ist von 1839, im Hintaus von 1953. |
| ja   | Datei hochladen | Schloßstraße                                     | KG: Seitzersdorf-Wolfpassing Standort | Die beidseitige Einzelkellergasse befindet sich in einem Graben am südwestlichen Ortsrand. Auf 100 Metern Länge befinden sich 11 Gebäude. |
| ja   | Datei hochladen | Parallel zur Bäckerstraße                        | KG: Seitzersdorf-Wolfpassing Standort | Die einseitige Einzelkellergasse befindet sich in Hanglage am südöstlichen Ortsrand. Auf 80 Metern Länge befinden sich sieben Keller, mehrheitlich traufständig. Die älteste Datierung ist von 1923. |
| ja   | Datei hochladen | Kasinostraße                                     | KG: Seitzersdorf-Wolfpassing Standort | Die einseitige Einzelkellergasse befindet sich an einer Geländekante am nordöstlichen Ortsrand. Auf 80 Metern Länge befinden sich sieben Keller, mehrheitlich in Schildmauerform und erneuerungsbedürftig. |
| ja   | Datei hochladen | Nördlich des Ortszentrums                        | KG: Zissersdorf Standort              | Im Norden des Ortsgebietes sind 4 Keller in unterschiedlichem Erhaltungszustand. |
| ja   | Datei hochladen | Richtung Hausleiten „Zur Leiten“                 | KG: Zissersdorf Standort              | Das Kellergassensystem befindet sich in einem Graben am südwestlichen Ortsrand. Es besteht aus 20 Gebäuden, zwei davon mit Wohnnutzung, die übrigen teils in Schildmauerform, teils traufständig. Die Hälfte der Keller ist erneuerungsbedürftig oder verfallen. |

| Foto:                    | Fotografie der Kellergasse (Gesamtheit). Klicken des Fotos erzeugt eine vergrößerte Ansicht. Daneben finden sich zwei Symbole: \| Weitere Bilder vorhanden \| Das Symbol bedeutet, dass weitere Fotos des Objekts verfügbar sind. Durch Klicken des Symbols werden sie angezeigt. \| \| Eigenes Foto hochladen \| Durch Klicken des Symbols können weitere Fotos des Objekts in das Medienarchiv Wikimedia Commons hochgeladen werden. \| |
| Name:                    | Bezeichnung der Kellergasse |
| Standort:                | Es ist die Katastralgemeinde (KG) angegeben. Durch Aufruf des Links Standort wird die Lage der Kellergasse in verschiedenen Kartenprojekten angezeigt. |
| Beschreibung             | Kurze Beschreibung der Kellergasse |
| Weitere Bilder vorhanden | Das Symbol bedeutet, dass weitere Fotos des Objekts verfügbar sind. Durch Klicken des Symbols werden sie angezeigt. |
| Eigenes Foto hochladen   | Durch Klicken des Symbols können weitere Fotos des Objekts in das Medienarchiv Wikimedia Commons hochgeladen werden. |